# 秦香蓮 (戲劇)

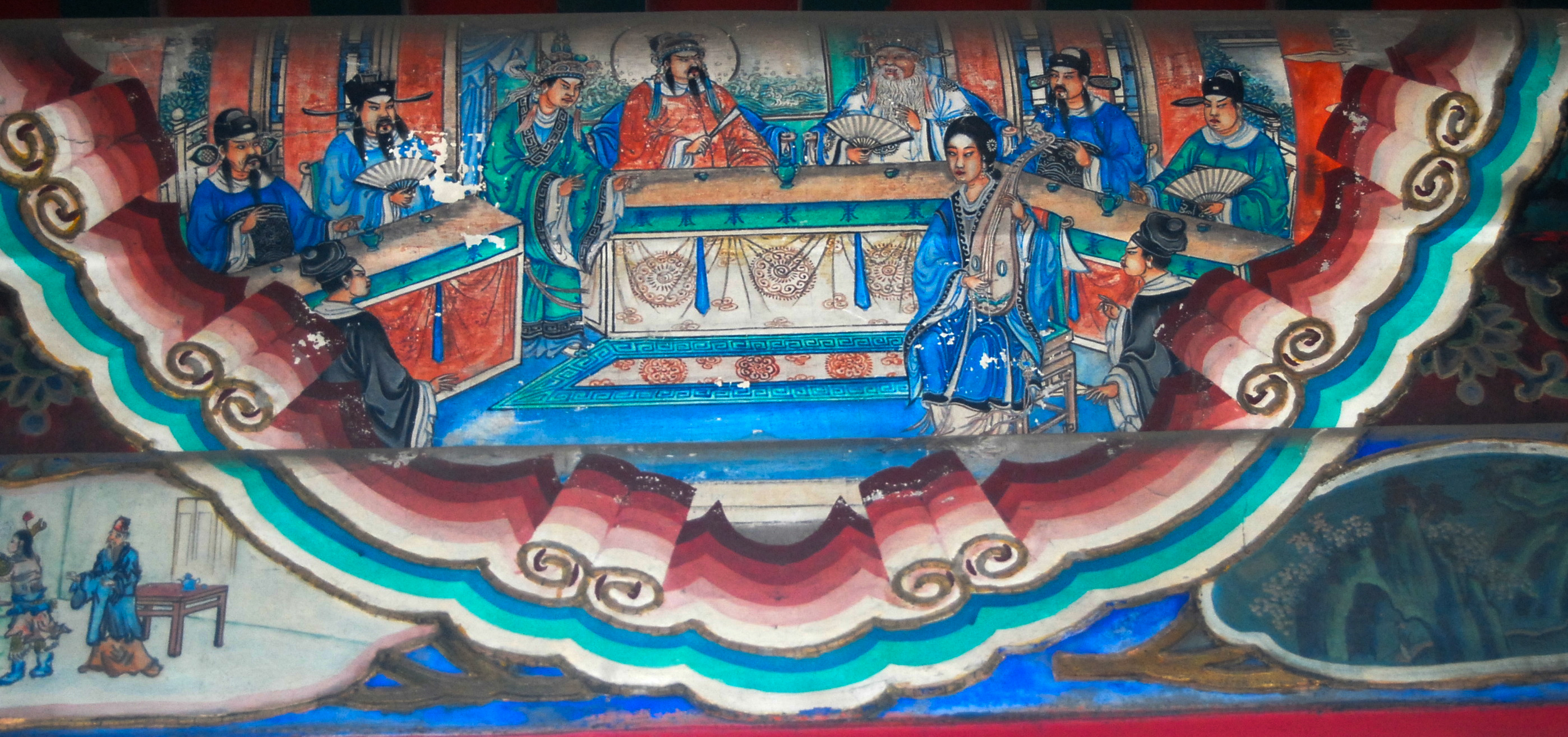
颐和园长廊彩绘：秦香莲

《秦香蓮》一劇源自鼓詞。

## 劇情大綱
北宋時，均州士陳世美赴京趕考，三年之間杳無音信。其家鄉連年荒旱，父母飢餒而亡。其妻秦香蓮擕一雙兒女千里尋夫至京城，始從旅店主人張三陽口中得知陳世美已得中狀元並入贅皇家。秦香蓮至駙馬府與之相見，然被陳世美絕情趕出。此事為丞相王延齡得知，故于陳世美壽筵之期，命秦香蓮充作賣唱之人以擕之進入駙馬府，欲借彈唱勸説陳世美。然陳世美終不爲所動，並密遣家將韓琦刺殺秦香蓮母子。韓琦從秦香蓮口中得知實情後，仗義放走秦香蓮母子並自刎而亡。秦香蓮憤然至開封府堂包拯處狀告陳世美殺妻滅嗣事。陳世美到堂後百般強辯，國太、皇姑亦趕來阻撓。包拯雖處兩難之境，然不忍令無辜蒙冤。遂終以龍頭鍘（火龍鍘）將陳世美處死。

## 歷史
京劇原有《鍘美案》一劇。20世紀50年代，由北京京劇團排演時，增益頭尾，更名《秦香蓮》。初演時，張君秋飾秦香蓮，裘盛戎飾包拯，馬連良飾王延齡，譚富英飾陳世美，李多奎飾國太，趙麗秋飾皇姑，馬富祿飾張三陽，黃元慶飾韓琦。後由長春電影製片廠拍攝成爲彩色戲曲電影。

## 影視
- 1963年電影《秦香蓮》：李麗華 飾 秦香蓮
- 1993年電視劇《包青天》：劉雪華 飾 秦香蓮
- 2008年电视剧《江湖.com》：林韋君 飾 秦香蓮
- 2011年电视剧《秦香蓮》：袁姍姍 飾 秦香蓮
- 2019年电视剧《包青天再起風雲》：龔嘉欣 飾 秦香蓮
- 网络剧《小戏骨：包青天之秦香莲与陈世美》